# 流転の海
『流転の海』（るてんのうみ）は、宮本輝の小説。宮本のライフワークとなる長編連作であり、1982年より2018年の完結まで、全9部として発表された。このうち第1部が、1990年に森繁久彌の主演で映画化された。

## 概要
- 作品は第1部から第9部までで構成。連載開始から終了まで36年に及ぶ自伝的大河小説である[1]。宮本自身の父をモデルとした松坂熊吾の半生が描かれる。

## シリーズ
- 「流転の海」（「海燕」1982年1月号から1984年4月号に連載。単行本は1984年に福武書店から、1992年に新潮社から刊行。文庫化は1990年に新潮社から刊行）
- 「地の星 流転の海 第二部」（「新潮」1990年1月号から1992年9月号に連載。単行本は1992年に新潮社から刊行。文庫化は1996年に新潮社から刊行）
- 「血脈の火 流転の海 第三部」（「新潮」1993年1月号から1996年2月号に連載。単行本は1996年に新潮社から刊行。文庫化は1999年に新潮社から刊行）
- 「天の夜曲 流転の海 第四部」（「新潮」1990年4月臨時増刊号から2002年4月号に連載。単行本は2002年に新潮社から刊行。文庫化は2005年に新潮社から刊行）
- 「花の回廊 流転の海 第五部」（「新潮」2004年6月号から2007年4月号に連載。単行本は2007年に新潮社から刊行。文庫化は2010年に新潮社から刊行）
- 「慈雨の音 流転の海 第六部」（「新潮」2009年7月号から2011年6月号に連載。単行本は2011年に新潮社から刊行。）
- 「満月の道 流転の海 第七部」（「新潮」2012年1月号から2013年12月号に連載。単行本は2014年に新潮社から刊行。）
- 「長流の畔 流転の海 第八部」（「新潮」2014年6月号から2016年4月号に連載。単行本は2016年に新潮社から刊行。）
- 「野の春　流転の海 第九部」（「新潮」2016年10月号から2018年7月号に連載。単行本は2018年に新潮社から刊行。）

## 映画
東宝の配給にて1990年11月3日に公開された。

### スタッフ
- 製作：日本テレビ放送網
- 制作プロダクション：ユニオン映画
- 監督：斎藤武市
- 脚本：須川栄三
- 総指揮：岩淵康郎
- 製作指揮：漆戸靖治
- 企画：務台猛雄、田中正雄、亀井欽一、神先頌尚
- プロデューサー：平井保、菊池昭康、佐藤雅夫、厨子稔雄、河西裕
- 音楽：池辺晋一郎 - 第14回日本アカデミー賞最優秀音楽賞

- 美術：内藤昭
- 撮影：岡崎宏三
- 照明：下村一夫
- 編集：玉木濬夫

### キャスト
- 松坂熊吾：森繁久彌
- 松坂房江：野川由美子
- 海老原太一：西郷輝彦
- 丸尾千代麿：芦屋雁之助
- 柳田元雄：大村崑
- 染乃：かたせ梨乃
- 千代鶴：多岐川裕美
- 稲葉修司：笑福亭仁鶴
- 筒井剛：露口茂
- トニーオカダ：井上順
- 岩井亜矢子：浅野ゆう子
- 柄島：堤大二郎
- 河内善助：芦田伸介
- 井草正之助：藤岡琢也
- 岩井暎：奈良岡朋子
- 北沢茂吉：三浦友和
- 辻堂忠：佐藤浩市

ほか